# Primera División 2001/2002
Primera División v sezóně 2001/02 byla 71. ročníkem nejvyšší španělské fotbalové ligové soutěže. Sezóna začala 25. srpna 2001 a skončila 11. května 2002.
Obhájcem titulu byl tým Real Madrid, mistrovský titul ovšem získala Valencia.
Nováčky ze Segundy División byly týmy FC Sevilla, Betis Sevilla a Tenerife. Sevillské týmy se udržely, Tenerife skončilo předposlední a sestoupilo. Zbylými sestoupivšími byly Las Palmas a Real Zaragoza. 
Nejlepším střelcem ligy se stal útočník Deportivo La Coruña Diego Tristán, který ve 33 zápasech vstřelil 21 branek, který tak získal Trofeo Pichichi.

## Konečná tabulka
| Poř. | Tým                 | Z  | V  | R  | P  | VG | OG | B  |
| ---- | ------------------- | -- | -- | -- | -- | -- | -- | -- |
| 1.   | Valencia            | 38 | 21 | 12 | 5  | 51 | 27 | 75 |
| 2.   | Deportivo La Coruña | 38 | 20 | 8  | 10 | 65 | 41 | 68 |
| 3.   | Real Madrid         | 38 | 19 | 9  | 10 | 69 | 44 | 66 |
| 4.   | FC Barcelona        | 38 | 18 | 10 | 10 | 65 | 37 | 64 |
| 5.   | Celta Vigo          | 38 | 16 | 12 | 10 | 64 | 46 | 60 |
| 6.   | Betis Sevilla       | 38 | 15 | 14 | 9  | 42 | 34 | 59 |
| 7.   | Deportivo Alavés    | 38 | 17 | 3  | 18 | 41 | 44 | 54 |
| 8.   | FC Sevilla          | 38 | 14 | 11 | 13 | 51 | 40 | 53 |
| 9.   | Athletic Bilbao     | 38 | 14 | 11 | 13 | 54 | 66 | 53 |
| 10.  | Málaga              | 38 | 13 | 14 | 11 | 44 | 44 | 53 |
| 11.  | Rayo Vallecano      | 38 | 13 | 10 | 15 | 46 | 52 | 49 |
| 12.  | Real Valladolid     | 38 | 13 | 9  | 16 | 45 | 58 | 48 |
| 13.  | Real Sociedad       | 38 | 13 | 8  | 17 | 48 | 54 | 47 |
| 14.  | Espanyol Barcelona  | 38 | 13 | 8  | 17 | 47 | 56 | 47 |
| 15.  | Villarreal          | 38 | 11 | 10 | 17 | 46 | 55 | 43 |
| 16.  | Mallorca            | 38 | 11 | 10 | 17 | 40 | 52 | 43 |
| 17.  | Osasuna Pamplona    | 38 | 10 | 12 | 16 | 36 | 49 | 42 |
| 18.  | Las Palmas          | 38 | 9  | 13 | 16 | 40 | 50 | 40 |
| 19.  | Tenerife            | 38 | 10 | 8  | 20 | 32 | 58 | 38 |
| 20.  | Real Zaragoza       | 38 | 9  | 10 | 19 | 35 | 54 | 37 |

Zdroj:
Poznámky:
|  | Liga mistrů 2002/03 – základní skupiny |
|  | Liga mistrů 2002/03 – 3. předkolo      |
|  | Pohár UEFA 2002/03 – 1. kolo           |
|  | Pohár Intertoto 2002 – 3. kolo         |
|  | Pohár Intertoto 2002 – 2. kolo         |
|  | Sestup do Segunda División             |

## Hráčské statistiky
| Pořadí | Hráč               | Klub                | Gólů |
| ------ | ------------------ | ------------------- | ---- |
| 1.     | Diego Tristán      | Deportivo La Coruña | 21   |
| 2.     | Patrick Kluivert   | FC Barcelona        | 18   |
| 2.     | Fernando Morientes | Real Madrid         | 18   |
| 4.     | Catanha            | Celta Vigo          | 17   |
| 4.     | Javier Saviola     | FC Barcelona        | 17   |
| 4.     | Raúl Tamudo        | Espanyol Barcelona  | 17   |
| 7.     | Fernando           | Real Valladolid     | 15   |
| 7.     | Raúl               | Real Madrid         | 15   |
| 7.     | Ismael Urzaiz      | Athletic Bilbao     | 15   |
| 10.    | Víctor             | Villarreal          | 14   |
| 10.    | Albert Luque       | RCD Mallorca        | 14   |

| Pořadí | Hráč                | Klub                | Asistencí |
| ------ | ------------------- | ------------------- | --------- |
| 1.     | Alexandr Mostovoj   | Celta Vigo          | 11        |
| 1.     | Javier de Pedro     | Real Sociedad       | 11        |
| 1.     | Víctor Sánchez      | Deportivo La Coruña | 11        |
| 4.     | Míchel              | Rayo Vallecano      | 10        |
| 5.     | Juan Carlos Valerón | Deportivo La Coruña | 9         |
| 6.     | Denílson            | Betis Sevilla       | 8         |
| 7.     | Víctor              | Villarreal          | 7         |
| 7.     | Zinédine Zidane     | Real Madrid         | 7         |
| 7.     | Pablo Aimar         | Valencia            | 7         |
| 7.     | Kily González       | Valencia            | 7         |

## Češi a Slováci
- Samuel Slovák (CD Tenerife)